# Episodi di The Shannara Chronicles (prima stagione)
La prima stagione della serie televisiva The Shannara Chronicles è stata trasmessa in prima visione sul canale statunitense via cavo MTV dal 5 gennaio al 1º marzo 2016.
Negli Stati Uniti, gli episodi La Furia e Il Camaleonte sono stati resi disponibili in anteprima il 5 gennaio 2016 sul sito web di MTV, mentre la loro messa in onda sull'emittente televisiva è avvenuta regolarmente il 12 e il 19 gennaio 2016.
In Italia, la stagione è andata in onda sul canale satellitare Sky Atlantic dal 15 gennaio all'11 marzo 2016. È stata trasmessa in chiaro dal 26 giugno al 24 luglio 2017 su TV8.
| nº | Titolo originale | Titolo italiano | Prima TV USA     | Prima TV Italia  |
| -- | ---------------- | --------------- | ---------------- | ---------------- |
| 1  | Chosen           | Gli Eletti      | 5 gennaio 2016   | 15 gennaio 2016  |
| 2  | Chosen           | Gli Eletti      | 5 gennaio 2016   | 15 gennaio 2016  |
| 3  | Fury             | La Furia        | 12 gennaio 2016  | 22 gennaio 2016  |
| 4  | Changeling       | Il Camaleonte   | 19 gennaio 2016  | 29 gennaio 2016  |
| 5  | Reaper           | Il Mietitore    | 26 gennaio 2016  | 5 febbraio 2016  |
| 6  | Pykon            | Il Baluardo     | 2 febbraio 2016  | 12 febbraio 2016 |
| 7  | Breakline        | Il Confine      | 9 febbraio 2016  | 19 febbraio 2016 |
| 8  | Utopia           | Utopia          | 16 febbraio 2016 | 26 febbraio 2016 |
| 9  | Safehold         | Fuoco di Sangue | 23 febbraio 2016 | 4 marzo 2016     |
| 10 | Ellcrys          | L'Eterea        | 1º marzo 2016    | 11 marzo 2016    |

## Gli Eletti
- Titolo originale: Chosen
- Diretto da: Jonathan Liebesman
- Scritto da: Alfred Gough e Miles Millar

### Trama
Amberle Elessedil, nipote di re Eventine degli Elfi, partecipa alla gara di corsa che determina i sette nuovi membri dell'Ordine degli Eletti, l'organizzazione al servizio dell'Eterea, un grande albero magico che, secondo una leggenda, tiene rinchiusa un'antica armata di Demoni in un reame chiamato Il Divieto. La ragazza prende parte alla sfida nonostante essa sia tradizionalmente riservata ai soli ragazzi maschi del regno e attraversa il traguardo per settima. Alla cerimonia di iniziazione, re Eventine chiede ai nuovi membri di avvicinarsi all'albero magico per farsi accettare nell'ordine. Quando tocca il tronco, Amberle ha una visione in cui gli Elfi del regno vengono massacrati dai Demoni. Tormentata da visioni in cui uccide il suo fidanzato Lorin, la ragazza lascia la città di Arborlon. In una caverna, il Druido Allanon si risveglia da un'ibernazione durata decenni e si mette alla ricerca di Wil Ohmsford, un ragazzo Mezzelfo. La madre di Wil, prima di morire, consegna al figlio tre Pietre Magiche del suo defunto padre e gli chiede di prometterle che si metterà alla ricerca dei Druidi. Wil è dubbioso riguardo all'esistenza della magia e decide di lasciare suo zio Flick per recarsi a Storlock e diventare un guaritore. Durante il viaggio, il ragazzo viene attaccato da un Troll e salvato dalla Nomade Eretria. Quest'ultima lo inganna e gli ruba le tre Pietre Magiche di suo padre. Allanon si reca a Arborlon e avverte re Eventine che l'Eterea sta morendo. Arion Elessedil, figlio del re, non crede alle parole del Druido e pensa che la magia non esista più. Nel frattempo, la prima foglia dell'Eterea cade e il Demone Dagda Mor si libera dal Divieto.
Allanon trova Wil, che si accorge di essere stato derubato da Eretria. Il Druido gli dice che i suoi antenati appartenevano alla stirpe di Shannara e che il suo destino è seguire le orme di suo padre, il quale ha difeso le Quattro Terre con la magia durante la Guerra delle Razze di trent'anni prima. Ad Arborlon, un'altra foglia cade e dal Divieto emerge il Camaleonte, una creatura che viene inviata dal Dagda Mor ad uccidere gli Eletti. Amberle incontra Eretria, le ruba del cibo e un cavallo e si dirige a Wing Hove per incontrare la sorella di suo nonno, Pyria. Nel frattempo, Allanon porta Wil alla Cripta dei Druidi a Paranor, dove il ragazzo si rende conto dell'esistenza della magia quando il Druido scopre il codice contenente il segreto per salvare l'Eterea. Venuto a conoscenza del ritorno del Dagda Mor e della fondamentale importanza degli Eletti per la sopravvivenza dell'albero magico, Allanon torna ad Arborlon con Wil e i due scoprono che i sei Eletti rimasti in città, incluso Lorin, sono stati assassinati. Ad ucciderli è stata il Camaleonte, che si nasconde a palazzo e spia gli Elfi assumendo forme anonime. Arion consiglia a suo padre di abdicare e di lasciare il potere nelle sue mani, ma Eventine non è intenzionato ad abbandonare il suo popolo nell'ora del bisogno. Allanon e Wil trovano la principessa Amberle a Wing Hove. Pyria Elessedil rivede il Druido che un tempo aveva amato dopo molti anni e, mentre lui è rimasto giovane e forte, lei è invecchiata. Una Furia, un Demone emerso dal Divieto, attacca il gruppo e uccide Pyria. Mentre Allanon è steso a terra, il Demone rivolge la sua attenzione a Wil e Amberle.
- Guest star (1ª parte): Daniel MacPherson (Arion Elessedil), Jed Brophy (Il Dagda Mor), Brooke Williams (Catania), Emilia Burns (Comandante Tilton), Mattias Inwood (Lorin) e John Rhys-Davies (Eventine Elessedil).
- Guest star (2ª parte): James Remar (Cephalo), Daniel MacPherson (Arion Elessedil), Jed Brophy (Il Dagda Mor), Emilia Burns (Comandante Diana Tilton), Mattias Inwood (Lorin), Sarah Peirse (Pyria Elessedil) e John Rhys-Davies (Eventine Elessedil).
- Altri interpreti (1ª parte): Roz Turnbull (Heady Ohmsford), Mark Mitchinson (Flick Ohmsford), Gary Young (Went), Miranda Wilson (Kael Pindanon).
- Altri interpreti (2ª parte): Josh Randall (Nok), Shushila Takao (Il Camaleonte).
- Note: Questa sezione è l'unione degli episodi 1 e 2 della stagione, trasmessi insieme come speciale della durata di 82 minuti circa.
- Ascolti USA: telespettatori 1 031 000 – rating 18-49 anni 0,5%[3]
- Ascolti Italia (1ª parte): telespettatori 452 426[4]
- Ascolti Italia (2ª parte): telespettatori 337 301[4]

## La Furia
- Titolo originale: Fury
- Diretto da: James Marshall
- Scritto da: Alfred Gough e Miles Millar

### Trama
Will ed Amberle vengono salvati solo dall'intervento di Allanon che uccide la Furia facendola a pezzi con la sua spada druidica . Egli rimane però ferito nello scontro e ordina ai due ragazzi di portarlo alla grotta dei druidi poco distante da lì e poi tornare ad Arborlon senza di lui. Will però non è disposto ad abbandonare il suo nuovo maestro e si avventura insieme alla principessa presso il Fiume Argento per raccoglierne le sabbie dotate di poteri curativi. Quando il mezzelfo riemerge dall'acqua, però, trova Amberle tenuta sotto tiro da Eretria che la minaccia con un coltello alla gola. I due sono portati all'accampamento dei Nomadi dove Cephalo tenta di convincere Will a unirsi a loro e a insegnargli come usare le pietre magiche. Tuttavia Amberle, fino a quel momento confinata in una tenda e tenuta d'occhio da Eretria, irrompe sulla scena minacciando di uccidere la ragazza se Cephalo non lascerà andare via lei e Will. L'inesperienza della principessa però causa un rovesciamento della situazione e, paradossalmente, i due vengono salvati dall'arrivo di una seconda Furia, che Will riesce a distruggere attivando la magia delle pietre, sforzo che gli causa uno svenimento. Amberle ed Eretria portano il ragazzo in una tenda per medicarlo, ma vengono interrotte dall'arrivo di Cephalo, a sua volta messo fuori gioco da un redivivo Allanon (guarito grazie alla magia del suo ordine e sopraggiunto sul luogo per aiutarli). Will, Amberle e il druido possono quindi dirigersi finalmente ad Arborlon. Sulla strada i tre si imbattono in una fattoria devastata dai demoni, dove trovano come unico sopravvissuto Bandon, un ragazzo dotato di poteri chiaroveggenti. Amberle decide di aiutarlo e portarlo con loro. 
- Guest star: James Remar (Cephalo), Daniel MacPherson (Arion Elessedil), Emilia Burns (Comandante Diana Tilton), Marcus Vanco (Bandon) e John Rhys-Davies (Eventine Elessedil).
- Altri interpreti: Josh Randall (Nok), Miranda Wilson (Kael Pindanon).
- Ascolti USA: telespettatori 919 000 – rating 18-49 anni 0,4%[5]
- Ascolti Italia: telespettatori 381 451[6]

## Il Camaleonte
- Titolo originale: Changeling
- Diretto da: James Marshall
- Scritto da: Alfred Gough e Miles Millar

### Trama
Sotto suggerimento di Wil, Allanon decide di sfruttare le doti di veggente di Bandon per scoprire chi abbia ucciso Lorin; nonostante il parere contrario di Amberle, che vuole che il proprio innamorato riposi in pace, Bandon viene condotto al suo capezzale e, con il solo tatto, ha una visione della sua morte, in cui a uccidere l'eletto è proprio Amberle. Bandon la accusa immediatamente, ma Allanon, dal racconto del ragazzo, capisce che quella non era la vera Amberle bensì un demone, il Camaleonte, un mutaforma capace di assumere le sembianze di chiunque, infiltratosi nel palazzo.
I fatti vengono esposti a re Eventine e Amberle, conscia di essere l'obiettivo del Camaleonte, si offre di fare da esca; Wil invece propone che sia Eretria a sostituirla, in cambio della libertà. Mentre Wil e la Nomade discutono su quello che è successo fra loro in precedenza, vengono informati che è stato rinvenuto il cadavere di una Guardia Nera. Will si rende conto che il Camaleonte deve aver seguito da vicino indisturbato tutte le loro mosse, ed è quindi al corrente dello scombio di identità tra Eretria e la principessa. Nel tentativo di avvertila, il giovane viene però preceduto da Camaleonte, con le sembianze di Wil stesso, che tenta di uccidere Amberle ma viene fermato da Allanon, che apparentemente lo uccide e ordina di bruciarne il corpo. Subito dopo sul luogo sopraggiunge Wil.
Amberle rivela che nella propria visione era presente anche Eretria e Allanon afferma di esserne già a conoscenza. Will, Amberle ed Eretria sono quindi costretti a partire insieme per la Malaterra, accompagnati da un'esigua scorta. Al momento della partenza, Cephelo li osserva da lontano intenzionato a liberare la figliastra.
A palazzo, la guardia incaricata di bruciare il cadavere del Camaleonte viene aggredita e uccisa dalla creatura, ancora viva.
- Guest star: James Remar (Cephalo), Daniel MacPherson (Arion Elessedil), Jed Brophy (Il Dagda Mor), Brooke Williams (Catania), Emilia Burns (Comandante Diana Tilton), Mattias Inwood (Lorin), Marcus Vanco (Bandon) e John Rhys-Davies (Eventine Elessedil).
- Altri interpreti: Gary Young (Went), Shushila Takao (Il Camaleonte), Miranda Wilson (Kael Pindanon), Vinnie Bennett (Guardia Nera/Il Camaleonte), James Trevena-Brown (Crispin).
- Ascolti USA: telespettatori 751 000 – rating 18-49 anni 0,3%[7]
- Ascolti Italia: telespettatori 384 554[8]

## Il Mietitore
- Titolo originale: Reaper
- Diretto da: Brad Turner
- Scritto da: Evan Endicott e Josh Stoddard

### Trama
Durante il viaggio la compagnia guidata da Crispin viene attaccata dai Nomadi agli ordini di Cephalo, che, dopo aver ucciso diverse guardie, liberano Eretria e catturano Amberle, lasciando Will e Crispin legati in attesa che vengano sbranati dai lupi. Nell'accampamento dei Nomadi Eretria ha un ripensamento e salva Amberle appena prima che Cephalo riesca ad approfittare di lei. Le due si ricongiungono a Will e ai soldati rimasti, che sono riusciti a liberarsi, e procedono nel loro viaggio portandosi dietro Cephalo come prigioniero.
Giunti sul luogo dove era fissato l'incontro con una guida elfica, la compagnia scopre che l'avamposto e stato distrutto da un demone, il Mietitore, che uccide le due guardie rimaste e si lancia al loro inseguimento. Il gruppo è costretto a dividersi, con Amberle ed Eretria da una parte e Will e Cephalo dall'altra.
Nel frattempo ad Arborlon il Camaleonte assume le sembianze di Arion Elessendil e, dopo aver ingannato Eventine, lo trafigge a tradimento per poi acquisire il suo aspetto e sedere sul trono.
- Guest star: James Remar (Cephalo), Daniel MacPherson (Arion Elessedil), Jed Brophy (Il Dagda Mor), Brooke Williams (Catania), Emilia Burns (Comandante Diana Tilton), Marcus Vanco (Bandon) e John Rhys-Davies (Eventine Elessedil).
- Altri interpreti: James Trevena-Brown (Crispin), Gary Young (Went), Shushila Takao (Il Camaleonte), Roy Snow (Aine Elessedil), Jared Turner (Slanter), Angelina Cottrell (Amberle, otto anni), Reon Bell (Lorin, otto anni), Josh Randall (Il Mietitore).
- Ascolti USA: telespettatori 1 029 000 – rating 18-49 anni 0,5%[9]
- Ascolti Italia: telespettatori 306 864[10]

## Il Baluardo
- Titolo originale: Pykon
- Diretto da: Brad Turner
- Scritto da: Zander Lehmann

### Trama
Amberle viene portata da Wil a divertirsi presso i ruderi di un parco giochi. Mentre la principessa e il Mezzo Elfo si stanno baciando, però, Wil si trasforma all'improvviso nel Dagda Mor e Amberle si risveglia in preda al panico capendo che era solo un sogno.
La comitiva si rimette in viaggio verso la Malaterra ma decide di evitare un incontro con il Mietitore, così Cephalo propone di attraversare il Baluardo, una fortezza elfica, situato su una montagna innevata. Il gruppo non senza difficoltà arriva alla miniera dove viene accolto da un elfo di nome Dontes Remikin detto Remo e da sua figlia Mag che offre agli ospiti cibo e riposo. Ben presto però il cibo mangiato fa cadere Wil e gli altri in un sonno profondo. Mentre Wil viene chiuso e sorvegliato in una stanza dalla figlia di Remo, gli altri vengono incatenati. Fra questi Amberle viene scelta come prima vittima da torturare e poi uccidere, proprio in quel momento l'intervento di Wil (che intanto aveva convinto la bambina a liberarlo) salva la situazione mettendo K.O l'elfo.
La principessa e il Mezzo Elfo si baciano, ma vengono subito interrotti da Eretria, Cephalo e Crispin, che grazie alla Nomade sono riusciti rapidamente a liberarsi. Tentando di fuggire vengono nuovamente ostacolati questa volta dal Mietitore che uccide senza difficoltà il capitano della guardia reale di Amberle. L'unico modo del gruppo per fuggire è passare dall'altra parte del valico della montagna con una corda sospesa nel vuoto, Cephalo è il primo a fuggire salvandosi, così Wil Amberle e Eretria si trovano appesi alla corda con il Mietitore alle loro spalle. Il mezz'elfo riesce ad usare le pietre e a colpire il nemico con la magia, proprio in quell'istante Cephalo taglia la corda facendo precipitare il Mietitore e il gruppo nel vuoto.
- Guest star: James Remar (Cephalo), Daniel MacPherson (Arion Elessedil), Jed Brophy (Il Dagda Mor), Brooke Williams (Catania), Emilia Burns (Comandante Diana Tilton), Marcus Vanco (Bandon) e John Rhys-Davies (Eventine Elessedil).
- Altri interpreti: James Trevena-Brown (Crispin), Jared Turner (Slanter), Anais Shand (Mag), Jon Brazier (Remo), Josh Randall (Il Mietitore).
- Ascolti USA: telespettatori 969 000 – rating 18-49 anni 0,4%[11]
- Ascolti Italia: telespettatori 228 443[12]

## Il Confine
- Titolo originale: Breakline
- Diretto da: Jesse Warn
- Scritto da: Deanna Kizis

### Trama
Will si risveglia nel torrente accanto alla carcassa del Mietitore, mentre di Eretria ed Amberle non c'è traccia. Inoltratosi nel bosco per cercarle, viene aggredito da un giovane elfo che ha perso un orecchio; dopo una breve colluttazione, il ragazzo spiega che a mutilarlo sono stati i cacciatori di elfi, che tagliano le orecchie degli elfi per venderle agli gnomi. I due decidono di allearsi e Perk guida Wil al loro accampamento: qui è tenuta prigioniera la compagna di viaggio di Perk, Genewen, una creatura alata. Quando vede uno dei cacciatori tirare fuori il suo orecchio, Perk perde la testa e lo attacca, e viene salvato solo dall'intervento di Will. Dopo aver interrogato l'uomo, i due liberano Genewen.
Creduto morto, Allanon si risveglia nella sua caverna e ha una visione del suo mentore Bremen, che gli comunica di avere un nuovo incarico per lui e lo guarisce dalle sue ferite.
Ad Arborlon, sotto le mentite spoglie di re Eventine, il Camaleonte consegna ad Arion e Ander la spada di Allanon e ordina loro di recarsi di nascosto nel covo del Dagda Mor per ucciderlo. Nonostante la reputino una missione suicida, i due fratelli accettano per il loro senso dell'onore. Giunti presso l'henge del Dagda Mor, scoprono con sorpresa che l'esercito di demoni è sparito. Trovano anche una prigione sotterranea in cui è rinchiuso Bandon, posseduto dalle forze oscure. Il tutto si rivela però essere una trappola e il Dagda Mor rivela di averli manovrati per arrivare alla spada druidica. Dopodiché uccide Arion e Ander, impotente, viene salvato solo dall'arrivo di Allanon che, grazie ai suoi rinnovati poteri, riesce a bloccare temporaneamente il demone e permette ad Ander di fuggire. Tornato ad Arborlon, ormai consapevole dell'inganno del Camaleonte, Ander lo trafigge a tradimento con la spada di Allanon e diventa così re.
Nel frattempo anche Amberle ed Eretria sono braccate dai cacciatori di elfi, guidati da Zora, una vecchia conoscenza della Nomade. Nella fuga, le due sprofondano in una vecchia palestra di un liceo, che era rimasta sepolta per secoli. Qui le due parlano e hanno modo di conoscersi meglio. Le due vengono però interrotte dall'arrivo dei cacciatori che le mettono alle strette: le due vengono salvate dall'intervento di Wil e Perk in groppa a Genewen. Durante la fuga, però, Eretria viene colpita da una freccia di Zora e rimane indietro.
- Guest star: Daniel MacPherson (Arion Elessedil), Jed Brophy (Il Dagda Mor), Emilia Burns (Comandante Diana Tilton), Marcus Vanco (Bandon) e John Rhys-Davies (Eventine Elessedil).
- Altri interpreti: Zoe Robins (Zora), Samson Chan-Boon (Cormac), Stuart Shacklock (Perk), Kevin J. Wilson (Bremen), Josh Randall (Il Mietitore).
- Ascolti USA: telespettatori 801 000 – rating 18-49 anni 0,3%[13]

## Utopia
- Titolo originale: Utopia
- Diretto da: Jesse Warn
- Scritto da: April Blair

### Trama
Eretria viene venduta dai cacciatori di elfi a una comunità di umani che vivono in un insediamento chiamato Utopia: queste persone vivono sforzandosi di seguire uno stile di vita simile a quello precededente allo scoppio delle Grandi Guerre guidati dal misterioso Tye. Quest'ultimo mostra fin da subito di non voler trattare Eretria come una serva bensì arriva a offrirle la possibilità di entrare a far parte della loro comunità. Durante il soggiorno la Nomade riceve un enigmatico avvertimento da parte di un uomo cieco, il quale è convinto che "il suo sangue sia la chiave". L'arrivo nella cittadina di Wil e Amberle, decisi a recuperare la compagna di viaggio, complica le cose per il terzetto: ciò che permette agli abitanti di Utopia di sopravvivere senza difese in pieno territorio dei Troll è infatti un rituale per cui ciclicamente alcune vittime sacrificali vengono legate a dei pali ai margini dell'insediamento e date in pasto alle creature, motivo originario per cui Tye aveva acquistato Eretria dai cacciatori di elfi. Il fascino della Nomade l'aveva tuttavia convinto a ripiegare su un'altra soluzione, che si presenta proprio quando Wil, Amberle e Cephalo sopraggiungono sul luogo. I tre, catturati e immobilizzati, vengono salvati al sopraggiungere dei Troll da Eretria, che usa la pistola precedentemente mostratale da Tye, e dall'iniziativa di Cephalo che, ferito, rimane indietro pur di permettere agli altri tre di salvarsi e farsi perdonare dalla figlia adottiva. 
- Guest star: James Remar (Cephalo), Brooke Williams (Catania), Emilia Burns (Comandante Diana Tilton), Marcus Vanco (Bandon) e John Rhys-Davies (Eventine Elessedil).
- Altri interpreti: Josh McKenzie (Tye), Zoe Robins (Zora), Simon Ward (Hebel), Shara Connolly (Frances), Carolyn Dando (Donna di Utopia), Miranda Wilson (Kael Pindanon).
- Ascolti USA: telespettatori 778 000 – rating 18-49 anni 0,3%[14]

## Fuoco di Sangue
- Titolo originale: Safehold
- Diretto da: Brad Turner
- Scritto da: Evan Endicott e Josh Stoddard

### Trama
Wil, Amberle ed Eretria giungono alla periferia di San Francisco e si inoltrano nelle gallerie sella metropolitana. Dopo aver oltrepassato un manipolo di Troll addormentati, i tre scorgono impresso si una parete lo stesso simbolo che Eretria ha tatuato sulla spalla. La Nomade viene colta da una visione mentre sul suo corpo si disegnano altre linee: la mappa per condurli al Fuoco di Sangue. Arrivati alla cripta, però, vengono attaccate da due spettri guardiani che tentano di dividerli sfruttando le loro paure. Amberle ed Eretria cadono nel sortilegio e nella colluttazione la Nomade si ferisce una mano: a questo punto il suo sangue comincia a raccogliersi e, inserendo la mano su uno spillo, la ragazza è in grado di aprire il portale che conduce al Fuoco di Sangue. Wil usa le Pietre per distruggere gli spiriti e permettere ad Amberle di varcare il portale.
Ad Arborlon, mentre Bandon cade sotto il controllo mentale del Dagda Mor e viene messo fuorigioco da Allanon, alcuni consiglieri si ribellano all'autorità di re Ander e organizzano un colpo di stato. Ander viene imprigionato, non prima di aver mandato la comandante Tilton a chiedere l'aiuto degli gnomi. Questa fa ritorno a palazzo accompagnata da Slanther e altri soldati, dove il re viene liberato e ottiene la lealtà degli consiglieri ribelli. Elfi e gnomi sono dunque pronti ad affrontare l'avanzata dei demoni, mentre l'Eterea perde la sua ultima foglia.
Ormai libero, il Dagda Mor ordina al suo esercito di marciare su Arborlon.
- Guest star: Jed Brophy (Il Dagda Mor), Brooke Williams (Catania), Emilia Burns (Comandante Diana Tilton), Marcus Vanco (Bandon).
- Altri interpreti: Jared Turner (Slanter), Kendal Rae (Morag), Genevieve Aitken (Mallenroh), Miranda Wilson (Kael Pindanon), Simon Ward (Hebel), Tig Fong (soldato maschile).
- Ascolti USA: telespettatori 723 000 – rating 18-49 anni 0,3%[15]

## L'Eterea
- Titolo originale: Ellcrys
- Diretto da: Brad Turner
- Scritto da: April Blair, Evan Endicott e Josh Stoddard

### Trama
- Guest star: Daniel MacPherson (Arion Elessedil), Jed Brophy (Il Dagda Mor), Brooke Williams (Catania), Emilia Burns (Comandante Diana Tilton), Marcus Vanco (Bandon).
- Altri interpreti: Jared Turner (Slanter), Tig Fong (soldato maschile), Petar Gatsby (soldato demone), Howard Cyster (soldato demone).
- Ascolti USA: telespettatori 854 000 – rating 18-49 anni 0,4%[16]